# Schlörwagen

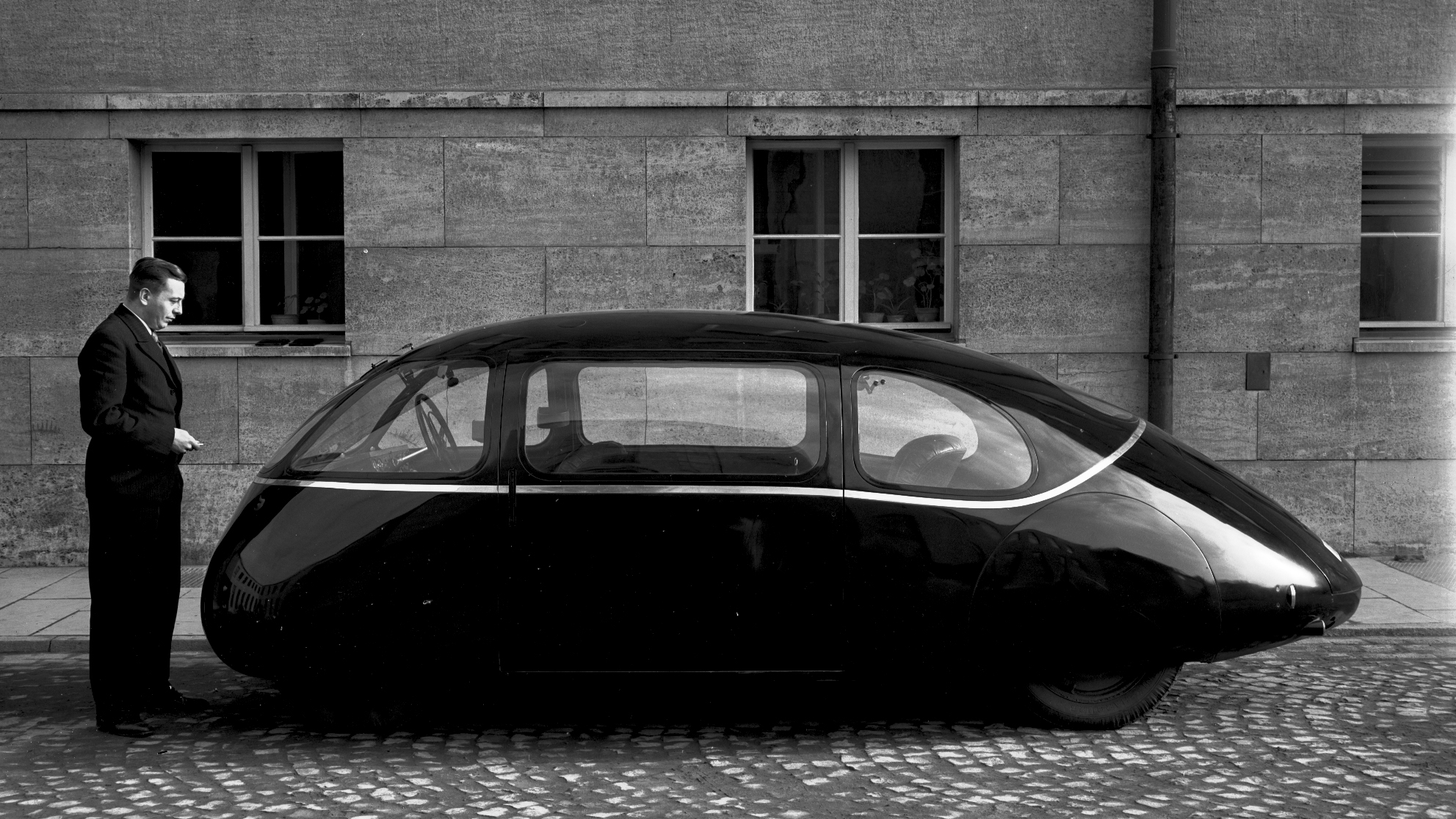
Schlörwagen (1939)

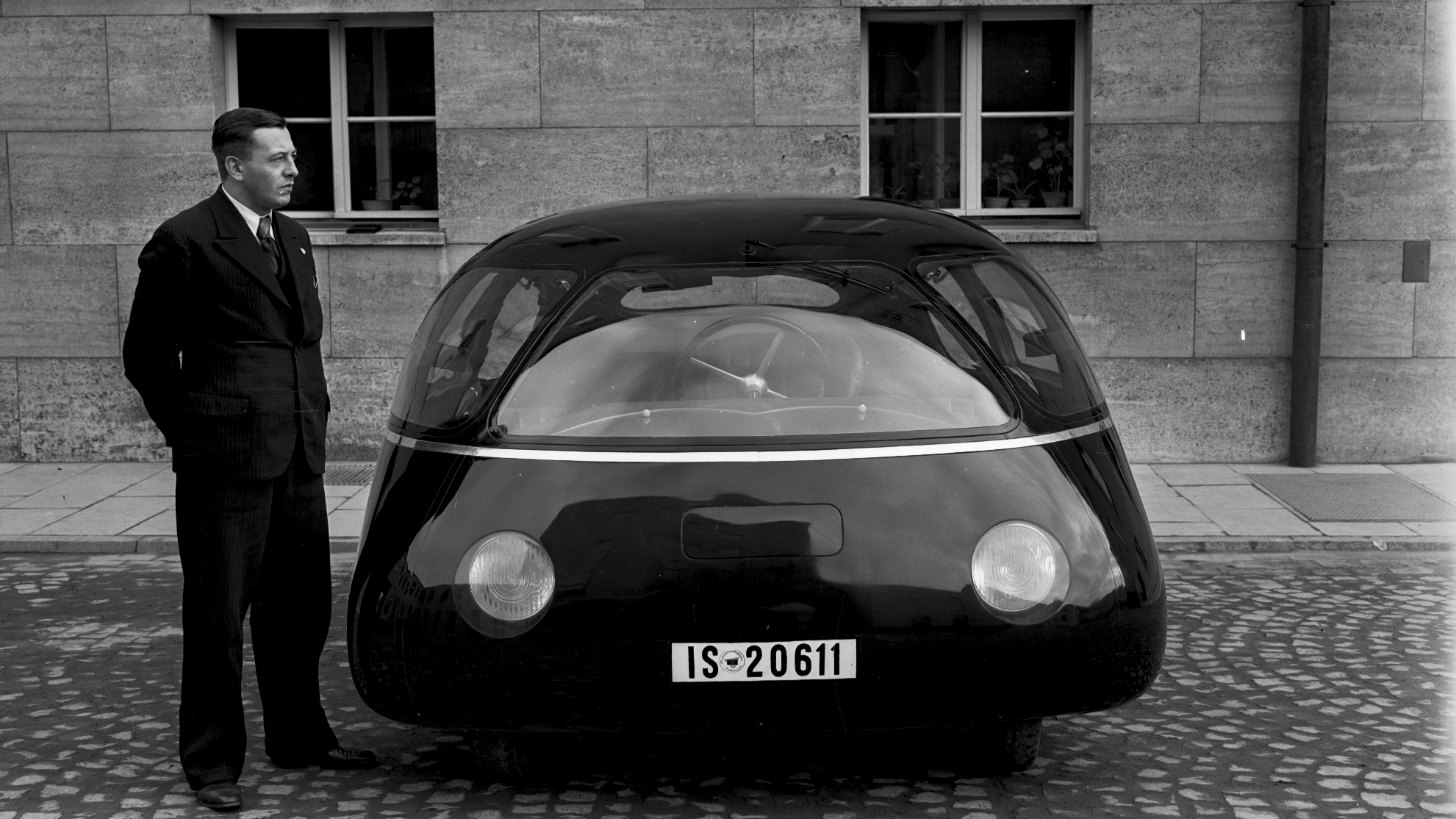
Schlörwagen de frente

El Schlörwagen (apodado "Göttinger Egg" (Huevo de Gotinga) o "Pillbug" (Cochinilla)) era un prototipo de vehículo aerodinámico de pasajeros con motor trasero desarrollado por Karl Schlör (1911-1997) y presentado al público en el Salón del Automóvil de Berlín de 1939. Nunca entró en producción y el único prototipo que llegó a producirse no se ha conservado.

## Historia del diseño
Schlör, un ingeniero de Krauss Maffei de Múnich, propuso una carrocería con un coeficiente de arrastre ultra bajo ya en 1936. Se llegó a construir un modelo bajo la supervisión de Schlör en el AVA (un instituto de pruebas aerodinámicas en Gotinga). Las pruebas posteriores en el túnel de viento arrojaron un coeficiente de resistencia aerodinámica extraordinariamente bajo de 0,113. Para construir un prototipo plenamente funcional, se utilizó un chasis Mercedes-Benz 170H, uno de sus pocos diseños de motor trasero. La carrocería de aluminio fue construida por los hermanos Ludewig de Essen. Las pruebas posteriores del modelo motorizado mostraron un coeficiente de arrastre ligeramente más alto, pero aún impresionante, de 0,186.
Como se ha indicado, el Schlörwagen se construyó sobre el chasis modificado de un Mercedes 170 H. La distancia entre ejes era de 2,60 metros, el vehículo tenía 4,33 metros de largo y 1,48 metros de alto. Se necesitaba un ancho de 2,10 metros para alojar las ruedas dentro de la carrocería. Fabricada por una empresa con sede en Essen, la carrocería tenía forma de lágrima, las ventanas disponían de vidrios curvados enrasados con la carrocería, y el suelo estaba cerrado. Sin embargo, a pesar de la construcción de aluminio, pesaba unos 250 kg más que el Mercedes 170H. La particular forma aerodinámica y la posición del motor trasero (muy retrasada con respecto al centro de gravedad del vehículo), condicionaron la seguridad de conducción del Schlörwagen, haciéndolo muy vulnerable a los vientos cruzados.
En una prueba de conducción con un vehículo de serie Mercedes 170H como comparación, el Schlörwagen alcanzó una velocidad máxima de 135 km/h, 20 km/h más rápido que el Mercedes; y consumió 8 litros de combustible cada 100 kilómetros, entre un 20 y un 40 por ciento menos de combustible que el vehículo de referencia. Según Karl Schlör, el vehículo podría alcanzar una velocidad de 146 km/h.
Un año más tarde se dio a conocer al público en el Salón del Automóvil de Berlín de 1939. A pesar de generar mucha publicidad, el público lo percibió como "feo". El proyecto se archivó con el inicio de la Segunda Guerra Mundial y la producción en masa nunca llegó a realizarse.

## Historia posterior
En 1942, el prototipo fue equipado con el motor de un avión soviético capturado, y circuló por una pista de prueba impulsado por la hélice del avión.
El prototipo parece haber estado almacenado hasta agosto de 1948 en el Centro Aeroespacial Alemán (DLR) en Gotinga. Los intentos de Schlör de obtener la carrocería (gravemente dañada) de la Administración Militar Británica fracasaron y se desconoce su paradero.
En 2007, el Centro Aeroespacial Alemán (DLR), volvió a probar un pequeño modelo original en un túnel de viento, comprobando que no mostraba sobrecargas ni turbulencias de frenado. Uno de los planos originales conservados en los archivos del DLR a escala 1:5 se exhibe en el museo de transporte PS Speicher en Einbeck.

## Galería

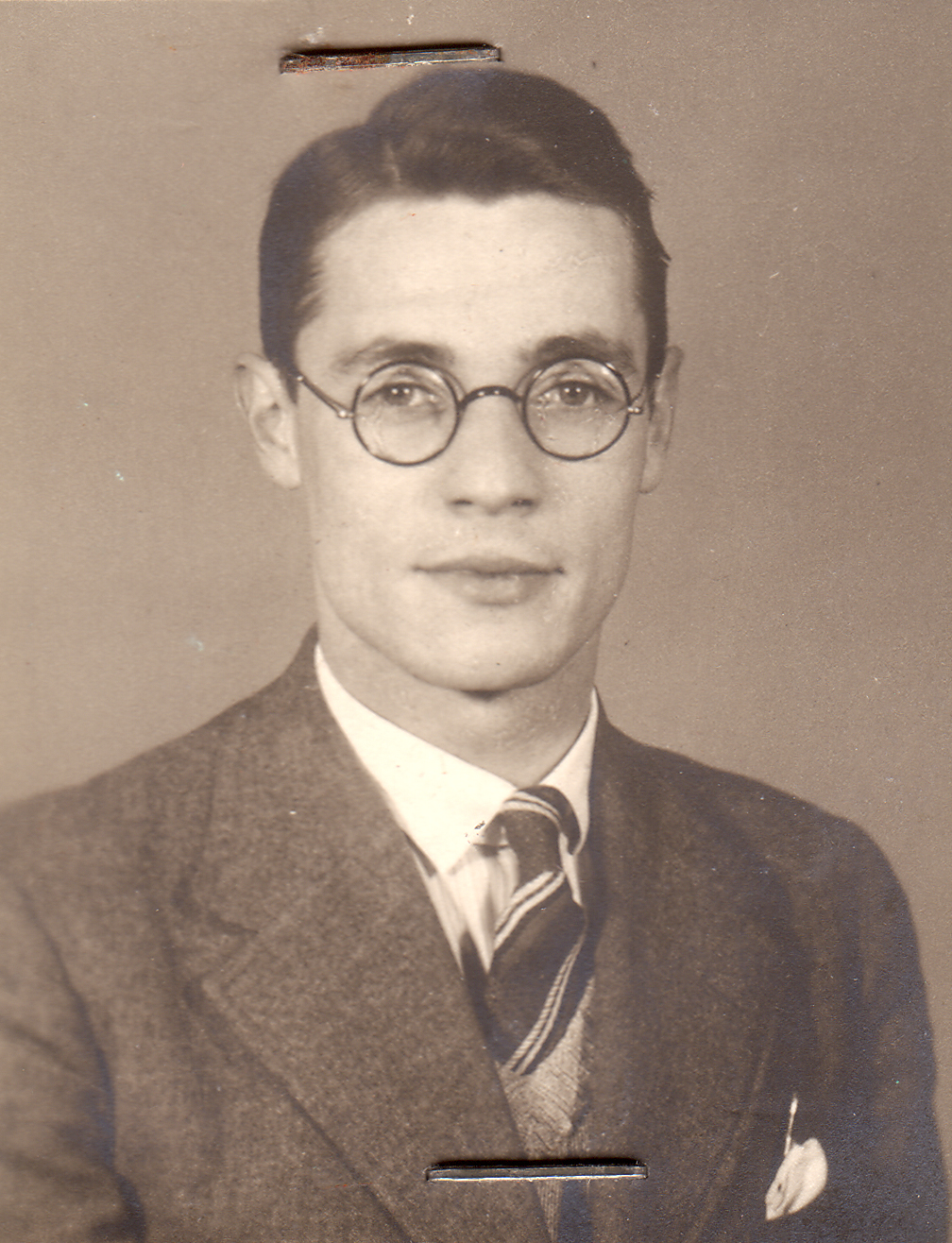
Karl Schlör (1939)
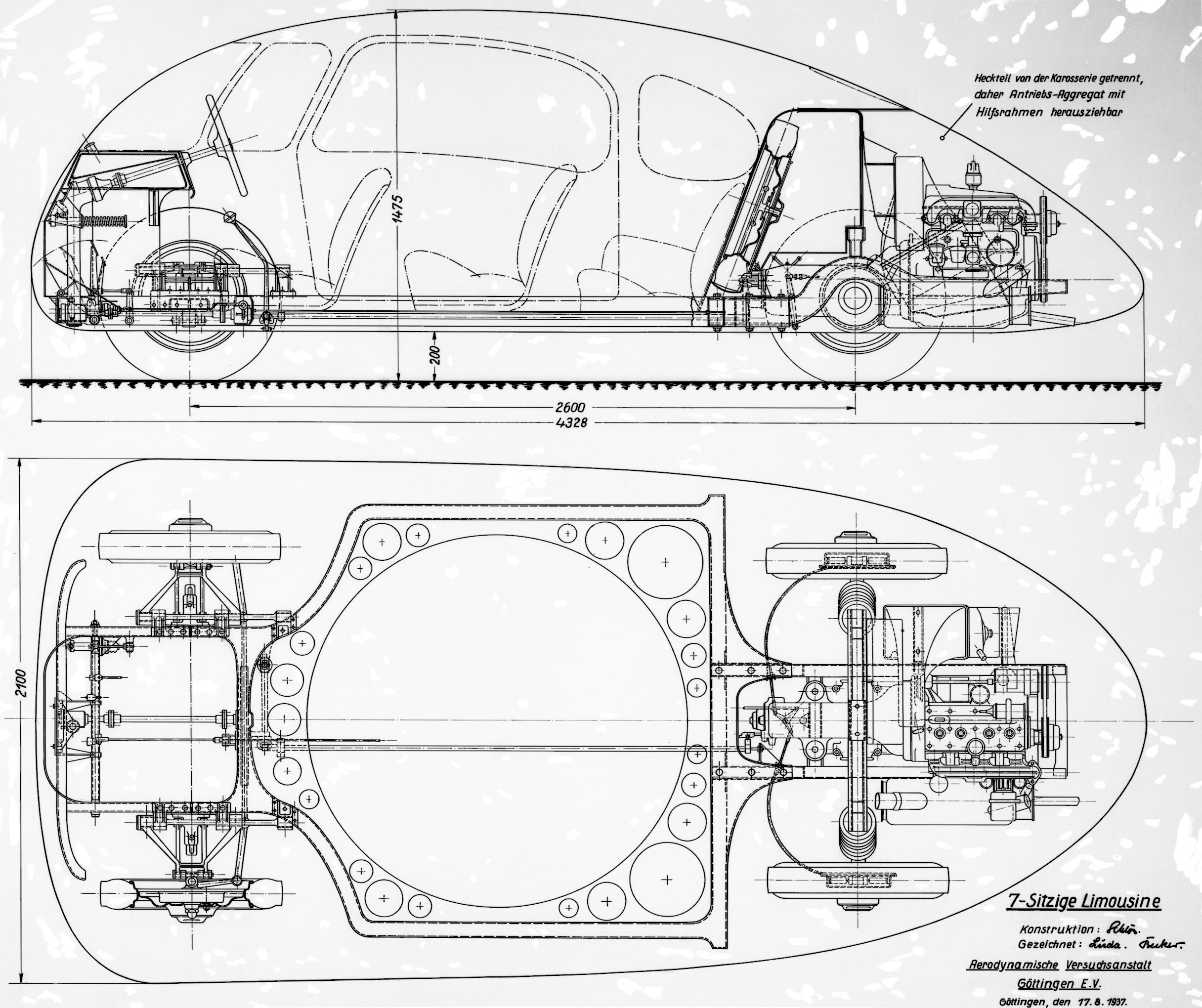
Planos de construcción
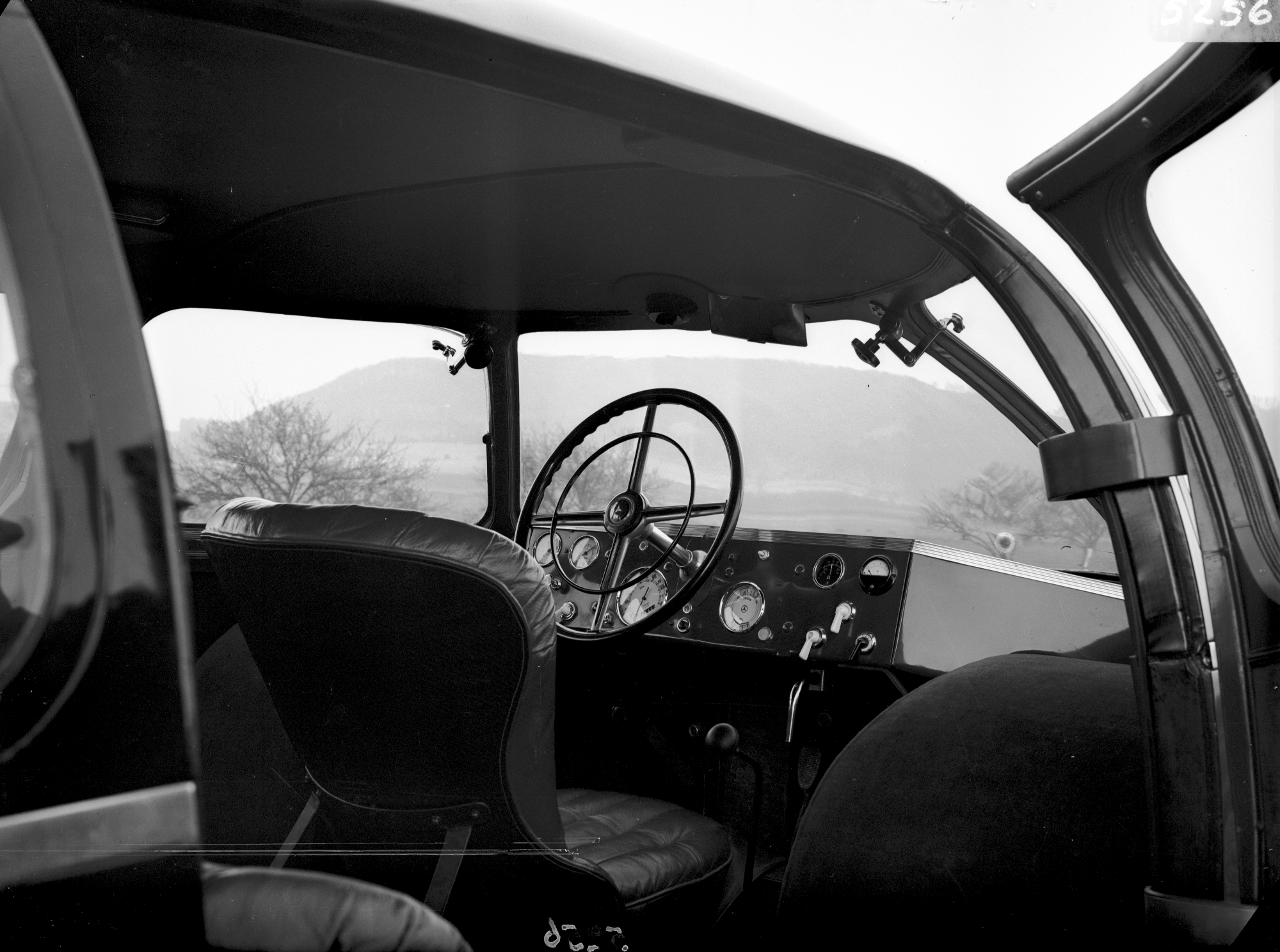
Vista interior
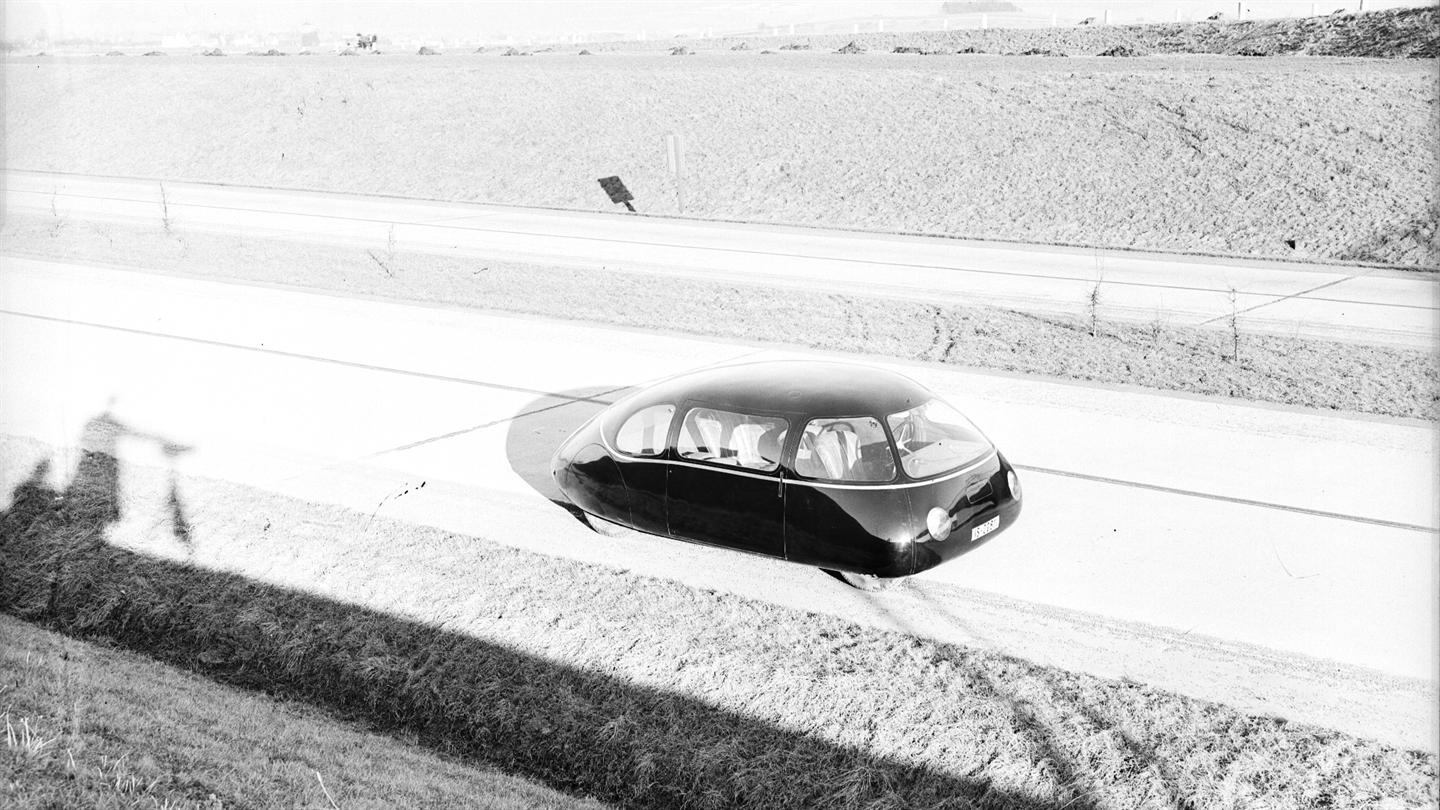
Prueba de conducción en una autopista
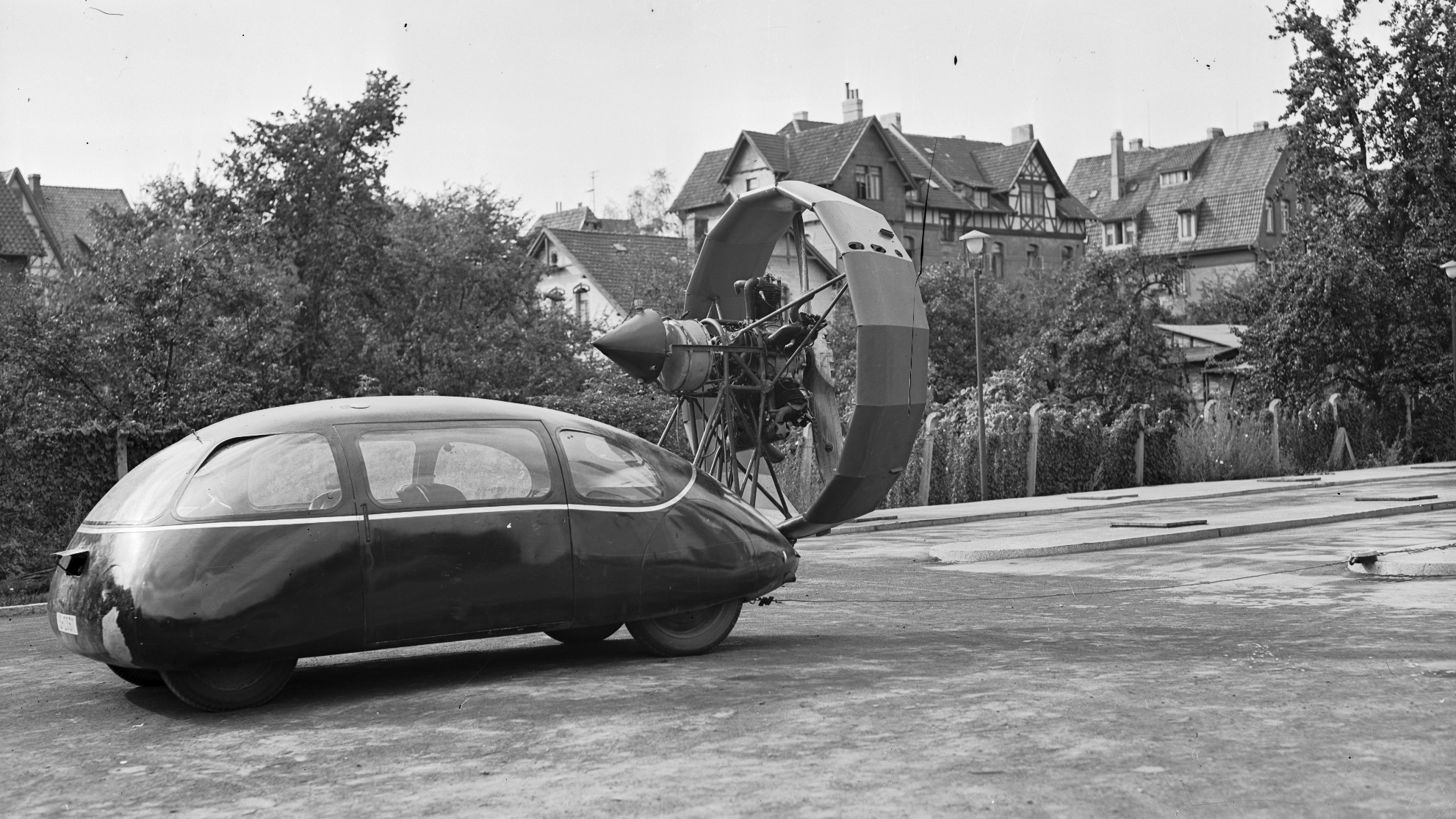
Con un motor de avión ruso (1942)
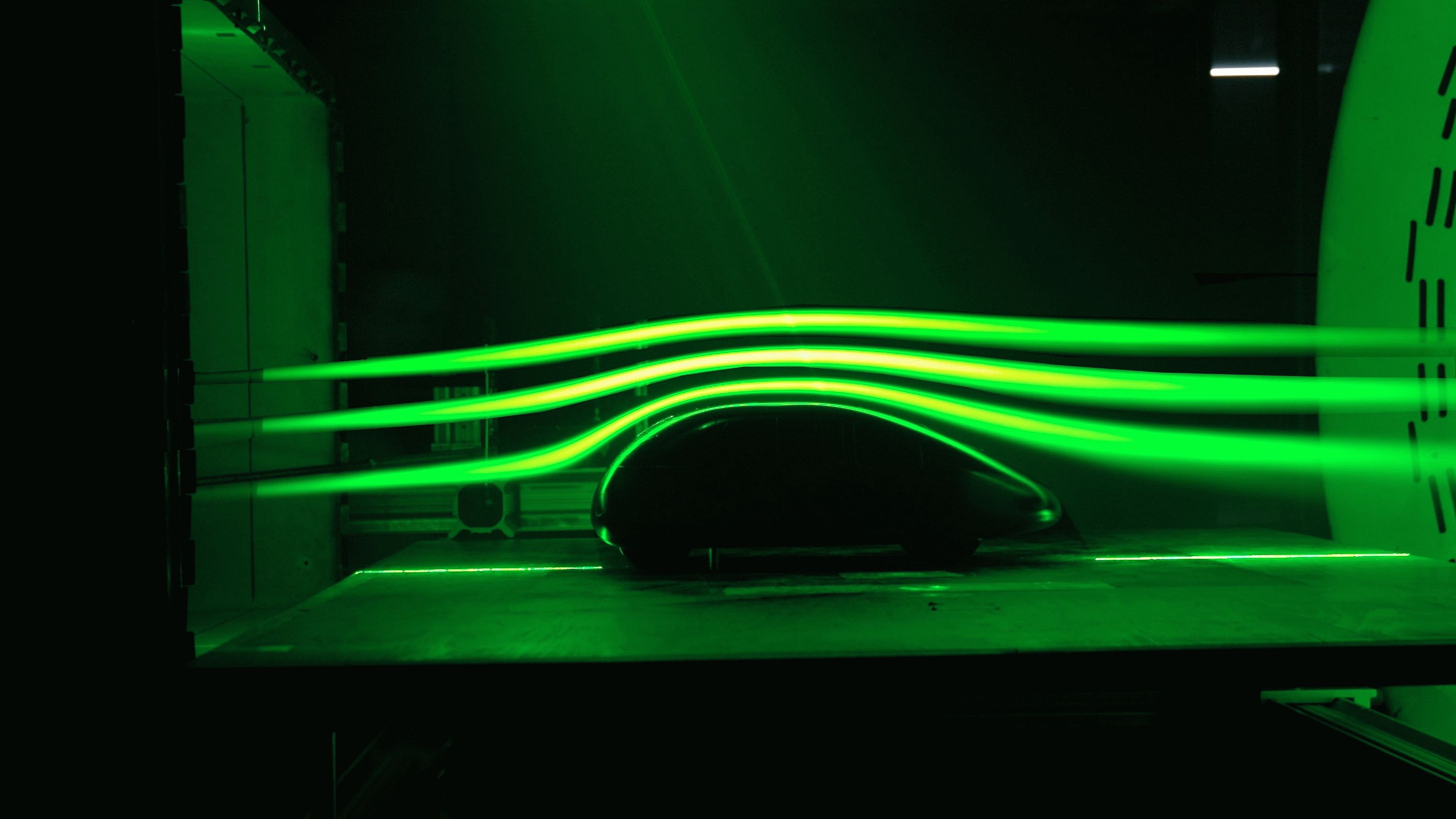
Modelo en el túnel de viento DLR